# James McElroy
James "Jimmy Mac" McElroy (1945 - 2011) fue un mafioso y chantajista irlandés estadounidense de Manhattan, Nueva York que fue matón de The Westies, una organización criminal que operaba en Hell's Kitchen.

## Biografía
Jimmy McElroy nació en 1945 en Hell's Kitchen, Manhattan, Nueva York. Jugó al hockey con muchos futuros criminales alineados con los Westies en Hell's Kitchen Park y boxeó en el Boys & Girls Clubs of America con Eddie Cummiskey y, con el tiempo, empezó a robar en edificios comerciales del Lower East Side y cargamentos de almacenes en el West Side. 
Ascendió en las filas de un grupo conocido por falsificación, extorsión y asesinato durante los años 70 y 80.
Antiguo boxeador reconvertido en traficante de drogas, McElroy era conocido por ser el conductor del tristemente célebre "vagón de la carne" (una furgoneta de grandes dimensiones utilizada por la mafia para transportar partes de cadáveres desmembrados). Bajo el control de Jimmy Coonan se convirtió en el tercer miembro de más alto rango de los Westies durante esa época.
En 1990 testificó contra John Gotti para conseguir una reducción de sus cargos por crimen organizado, declarando que actuó siguiendo órdenes del jefe Gambino cuando agredió a un funcionario del sindicato de carpinteros a tres manzanas de los muelles del río Hudson. Gotti fue absuelto de todos los cargos y McElroy pasó el resto de su vida en prisión.

## Muerte
En mayo de 2011 McElroy murió bajo custodia federal, su cuerpo fue trasladado a Nueva York donde se celebró un cortejo fúnebre en La Iglesia de la Santa Cruz en el rebautizado barrio de Clinton.